# Лунгобизенцио
«Лунгобизенцио» (итал. Stadio Lungobisenzio) — футбольный стадион, расположенный в итальянском городе Прато, с 1941 года — домашняя арена одноименной местной футбольной команды. Ныне вмещает 6750 зрителей.

## История
Стадион официально возводился в период с 1938 по 1941 годы. Первый матч на поле прошел 7 сентября того же года, когда «Прато» провел товарищескую встречу против «Дженоа».
Даже во время войны на стадионе регулярно собирались аншлаги из любителей футбола. Тогдашние трибуны на арене были полностью деревянными.
Помимо, собственно, футбольного газона, на «Лунгобизенцио» были также обустроены легкоатлетические дорожки.
В 1960-х годах, после ряда переговоров с городскими властями, арена была подвергнута масштабной реконструкции: в частности, были добавлены две новые трибуны и деревянный партер, которые суммарно увеличили общую вместимость до 15 000 мест. Из них левая трибуна была предназначена гостевым болельщикам.
Новый виток обновлений на арене начался с 1980-х годов, с приходом на должность президента «Прато» известного спортивного функционера Андреа Коскафонди. По его предложению старые деревянные трибуны в 1990-х годах были окончательно заменены на более современные. В 2003 году на стадионе были обновлены камеры для видеонаблюдения.
Что касается вместимости арены, то она в тот период была снижена с 10 000 до 5 000 мест.
В 2004 году компания-инвестор, планировавшая приобрести клуб, вынесла на обсуждение общественности проект под названием Prato Plaza Stadium: он предусматривал строительство нового стадиона на 20.000 мест (с пристроением к нему торгового центра, тренажерного зала и нескольких бассейнов) в другом районе города; что позволило бы снести «Лунгобизенцио», на месте которого затем планировалось возвести жилые здания. Данное предложение, однако было отклонено.
В 2014—2018 годах на арене проводился очередной этап реконструкции, прерванный по решению Прокуратуры Италии из-за больших непогашенных долгов «Прато».Возобновить и завершить работы по восстановлению поля удалось лишь в 2019 году.
На торжественном открытии арены присутствовали представители городских властей и клубного руководства.